# Верность (фильм, 1996)
«Верность» (англ. Faithful) — американский художественный фильм 1996 года, криминальная комедия.
Режиссёром выступил Пол Мазурски, это фильм стал для него последним художественным фильмом, в котором он работал в качестве режиссёра. Главные роли исполнили: Шер, Чезз Пальминтери и Райан О'Нил.
Чезз Пальминтери также написал сценарий, который является адаптацией его одноимённой пьесы.
Фильм был показан на 46-м Берлинском международном кинофестивале.

## Сюжет
Мэгги — взрослая, умная, красивая, богатая и несчастная. Она замужем ровно 20 лет. События в фильме происходят в день годовщины свадьбы. Её муж уже 10 лет изменяет ей со своей молодой (24 года) сотрудницей Дэбби. Но сама Мэгги хранит верность своему мужу. Не в силах бороться или смириться с существующим положением вещей, Мэгги собирается свести счёты с жизнью. В этот момент появляется наёмный убийца Тони, у которого тоже есть проблемы — и финансовые, и психологические. Появляется, чтобы выполнить заказ. Намерения убийцы и жертвы совпали.

## В ролях
| Актёр           | Роль              |
| --------------- | ----------------- |
| Шер             | Мэгги             |
| Чезз Палминтери | Тони - киллер     |
| Райан О'Нил     | Джек - муж        |
| Пол Мазурски    | психиатр          |
| Эмбер Смит      | Дебби - любовница |

## Восприятие
Фильм был плохо принят в прокате, заработав всего 2 104 439 долларов.
Это было значительно хуже, чем прокат предыдущего фильма с Шер в главной роли, «Русалки», который в 1990 году заработал 35 419 397 долларов.
Этот фильм был также худшим фильмом Шер за десятилетие.
Картина негативно была встречена кинокритиками. На сайте Rotten Tomatoes фильм имеет рейтинг 7%, на основании 15 рецензий критиков, со средней оценкой 4 из 10.